# Павлов, Николай Владимирович (политический деятель)
Никола́й Влади́мирович Па́влов  (3 апреля 1854, поселение Ертарского завода Камышловского уезда – 26 апреля 1934, Пермь) — присяжный поверенный, депутат Государственной думы I созыва от Пермской губернии.

## Биография
Дворянин по происхождению. Выпускник Пермской мужской гимназии, затем окончил юридический факультет Санкт-Петербургского университета. Служил помощником присяжного поверенного при Пермском окружном суде, затем мировым судьёй и председателем съезда мировых судей в Соликамске. С конца 1883 года состоял присяжный поверенный при Пермском окружном суде. Являлся  юрисконсультом Пермского имения наследников графа А. П. Шувалова.
С 1885 года избран гласным Пермской городской думы. Гласный Пермского уездного и губернского земств. Был членом губернских присутствий по делам об обществах и по земским и городским делам от Пермской городской думы, вошёл в состав губернского училищного совета от уездного земства. Являлся членом Пермского уездного училищного совета, совета Общества попечения о лицах, освобождаемых из мест заключения округа Пермского окружного суда, попечительского совета Мариинской женской гимназии. Юрисконсульт Пермского губернского земства. Член Пермского сельскохозяйственного общества. В декабре 1905 года стал одним из организаторов, а затем председателем созданной в Перми конституционно-либеральной партии, под флагом которой объединились лица, не во всём согласные с программой партии «Народной свободы». Противник автономии Польши и Учредительного собрания. Был сторонником всеобщего, но не прямого избирательного права, законодательного урегулирования арендной платы за землю.
15 апреля 1906 года, будучи выборщиком от съезда городских избирателей Перми, избран в Государственную думу I созыва от общего состава выборщиков Пермского губернского избирательного собрания. Вошёл в состав группы Партии демократических реформ (4 депутата). Докладчик 3-го отдела по проверке прав членов Государственной думы. В думских прениях  участвовал всего дважды — 12 мая и 6 июня, по проекту о неприкосновенности личности и по докладу 2-го отдела по проверке прав членов Государственной думы от Пермской губернии, основное внимание в своих выступлениях уделил техническим вопросам внесения и обсуждения законопроектов. Приехал в Пермь в начале 20-х чисел июня 1906 года, предполагал пробыть там до 10 июля, но отъезд был упреждён указом о роспуске Думы.
После роспуска Думы продолжал заниматься адвокатской практикой, давать юридические консультации, работал в органах местного самоуправления. В 1919 году, когда Пермь была взята армией Колчака, служил юрисконсультом в восстановленном губернском земстве. При наступлении Красной армии выехал в Сибирь. Занимался адвокатской практикой в Чите, затем служил правителем в канцелярии министерства юстиции Дальневосточной республики. В конце 1922 года вернулся на родину, в Пермь. Вплоть до 29 июня 1929 года работал юрисконсультом при Пермской конторе Волжского речного пароходства. В конце жизни находился в крайней бедности, практически ослеп.

## Публикации
- Интервью, газета «Биржевые ведомости» от 15 апреля 1906 г.

### Рекомендуемые источники
- Шумилов Е. Н. Государственные, политические, общественные деятели Пермской губернии (1905‑1919 гг.). Пермь, 2005. С.45.
- Российский государственный исторический архив]. Фонд 1278. Опись 1 (1-й созыв). Дело 30. Лист 6; Фонд 1327. Опись 1. 1905 год. Дело 141. Лист 89 оборот -90; Дело 143. Лист 102 оборот.
- ГАПО. Ф. 1, оп. 2, д. 330;